# Цви Мигдаль
Цви́ Мигда́ль — аргентинская организованная преступная группировка, созданная еврейскими иммигрантами из стран Восточной Европы, преимущественно из России и Польши. Группа занималась торговлей людьми, преимущественно еврейскими женщинами из местечек черты оседлости Российской империи, продавала их в сексуальное рабство и принуждала к занятию проституцией. Группа базировалась в Аргентине и действовала с 1860-х годов по 1939 год. Своё название получила по имени одного из её основателей.
Деятельность преступного синдиката получила отражение в художественном фильме «Обнажённое танго».